# Colocleora collenettei
Colocleora collenettei är en fjärilsart som beskrevs av Louis Beethoven Prout 1938. Colocleora collenettei ingår i släktet Colocleora och familjen mätare. Inga underarter finns listade i Catalogue of Life.